# Atlanticus kiangsu
Atlanticus kiangsu är en insektsart som beskrevs av Willy Adolf Theodor Ramme 1939. Atlanticus kiangsu ingår i släktet Atlanticus och familjen vårtbitare. Inga underarter finns listade i Catalogue of Life.